# Ріхард Конкольський
Ріхард Конкольський (* 6 липня 1943, Oderberg, Нацистська Німеччина, нині Богумін, Чехія) — чесько-американський яхтсмен, натуралізований громадянин США з 1994 року.
В 1972 році в перегонах одинаків прибув в Ньюпорт незабаром після закриття фінішу, після чого через Панамський канал пішов в навколосвітнє плавання, яке за три роки завершив, пройшовши 34000 миль і повернувшись в Щецин.
1976 року брав участь в трансатлантичних перегонах одинаків і за гандикапом виборов друге місце, 1980 року в таких самих перегонах (1/OSTAR) потрапив в першу десятку.